# Напыление с оплавлением
Напыление с оплавлением — один из наиболее распространённых методов газотермического напыления, позволяющий получить плотные износостойкие коррозионностойкие покрытия с высокой адгезией. 

## Описание процесса
Газопламенное напыление покрытий выполняют установками газопорошкового напыления из самофлюсующихся металлических порошков. 
Самофлюсованием называют самопроизвольное удаление оксидов с поверхности частиц покрытия при их оплавлении. Для этого оксиды должны иметь невысокую температуру плавления, небольшую плотность и высокую жидкотекучесть. Наиболее часто для этих целей применяют сплавы на никелевой основе системы Ni-Cr-B-Si. Оксиды B2O3-Cr2O3-SiO2 образуют легкоплавкий шлак, всплывающий при оплавлении на поверхность в виде тонкого стекловидного налёта. Выдержка при температуре оплавления 1050-1080 °C должна составлять 1-2 мин. Кроме флюсования при оплавлении происходит формирование износостойкой структуры, основу которой составляют боридные и карбидные фазы высокой твёрдости.
Напыление с оплавлением проводится как вручную, так и в автоматизированном режиме. Оплавление может производиться специализированными горелками (предпочтительно), стандартными ацетилен-кислородными горелками, в печи, в растворах солей, либо индукционным методом.
Оплавленные покрытия системы NiCrBSi примерно в 1,5 раза превосходят по износостойкости улучшенную сталь 38ХМЮА.
К недостаткам метода относят:
- высокая температура при оплавлении, которая часто приводит к термическим поводкам;
- Высокие требования к качеству и грануляционному составу самофлюсующихся порошков. Недостаточно качественный материал может привести к повышенной пористости покрытия, неполному или неравномерному оплавлению частиц;
- Относительно большие припуски под мехобработку;

## Применение
Технологию применяют для защиты плунжеров штанговых насосов, деталей железнодорожного транспорта, роликов металлургии и др.
В последние годы технология часто заменяется более современными технологиями плазменной наплавки и высокоскоростного газопламенного напыления.